# Garlan
Garlan (bret. Garlann) – miejscowość i gmina we Francji, w regionie Bretania, w departamencie Finistère.
Według danych na rok 1990 gminę zamieszkiwało 801 osób, a gęstość zaludnienia wynosiła 60 osób/km² (wśród 1269 gmin Bretanii Garlan plasuje się na 664. miejscu pod względem liczby ludności, natomiast pod względem powierzchni na miejscu 722.).